# 大野耐一
大野耐一（日语：大野 耐一/おおの たいいち，1912年2月29日—1990年5月28日），生於中國大連，企業家，曾任豐田汽車公司副社長，是將豐田生產方式（TPS）體系化的重要人物。

## 生平
大野耐一出生於中國大連的日本租界，在日本愛知縣長大。畢業於名古屋高等工業學校（名古屋工業大學的前身）。1932年，加入豐田紡織。1943年，轉至豐田汽車。
大野耐一的生產管理手法，其原則來自豐田喜一郎的即時生產（Just in time）。